# Луций Ацилий Руф
Луций Ацилий Руф (на латински: Lucius Acilius Rufus) е сенатор и политик на Римската империя през края на 1 и началото на 2 век. Произлиза от фамилията Ацилии от Термини Имересе на Сицилия.
През 106 г. участва в процеса Варен Руф. През 107 г. Ацилий Руф е суфектконсул заедно с редовния консул Квинт Сосий Сенецио на мястото на Луций Лициний Сура.